# Парк Ленина (Уфа)
Парк имени В. И. Ленина (первоначально — Ушако́вский парк, рус. дореф. Ушаковскій паркъ) — парк культуры и отдыха в Уфе, объект культурного наследия народов России регионального значения, ландшафтный памятник и памятник градостроительства. 
Парк заложен в период 1867—1872 годов уфимским губернатором С. П. Ушаковым. К парку примыкают Софьюшкина аллея, сквер имени Зии Нуриева, пешеходная зона улицы Ленина и аллея ArtTerria, а также сквер Дома Государственного Собрания. 

## История

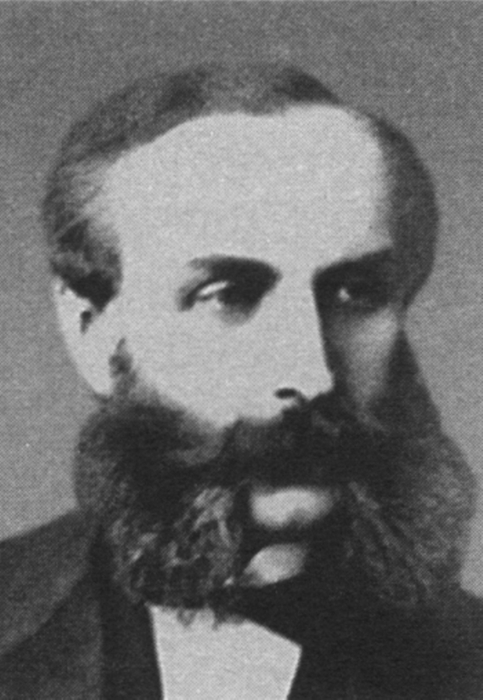
С. П. Ушаков

Вплоть до середины XIX века Соборная площадь так и не была до конца сформирована согласно градостроительному плану В. И. Гесте. Поэтому восточный пологий склон площади, между Домом Губернатора и Воскресенским кафедральным собором, представлял собой заросшую поляну, на которой пасся домашний скот из Архиерейской слободы. Однако в 1867 году в Уфу прибыл новый губернатор Сергей Петрович Ушаков.
По предложению губернатора, Соборная площадь была облагорожена и превращена в парк, который по имени своего основателя стал называться Ушаковским.
Парк создавался в период 1867—1872 годов. Были посажены новые деревья, для защиты от скота соорудили ограду, повесили табличку «Нижним чинам и собакам вход воспрещён». Тем не менее, образовавшийся парк стал местом отдыха всех уфимцев, поскольку до него существовал только один парк — частный парк отдыха — Блохинский сад (ныне — Сад культуры и отдыха им. С. Т. Аксакова). В парке появились качели, карусель, беседки и павильоны, летний кинотеатр «Мир» и первый уфимский фонтан, который украшала скульптура бегущих от дождя детей (вода для фонтана бралась из бьющего здесь же со склона родника). Парк также облюбовали велосипедисты, создававшие для гуляющих немало проблем.
Сразу после Октябрьской революции 1917 года, Ушаковский парк был переименован в парк (сад) Свободы. В парке были похоронены погибшие в годы Революции и Гражданской войны. На месте захоронений ныне располагается мемориал, на котором указаны лишь фамилии Ш. Худайбердина и А. Чеверёва. В 1934 году здесь был похоронен также классик татарской и башкирской литературы народный поэт Башкортостана Мажит Гафури.
В 1934 году на западной части Соборной площади был построен футбольный стадион «Динамо».
В 1934 году находившийся рядом Воскресенский собор был разобран, на его месте соорудили танцплощадку. В парке начали показывать цирковые представления, для чего строились шапито.
В 1951 году в парке установили памятник Александру Матросову. Парк снова был переименован, теперь в честь Александра Матросова. Были убраны чугунные ворота, на которых по-прежнему красовалась надпись «Ушаковскій паркъ», а вместо них установили арочные ворота с барельефами Ленина и Сталина.
На рубеже 1970—1980-х годов парк снова сменил внешний облик: были убраны все аттракционы и старый дореволюционный фонтан, некоторые деревья спилили. Поскольку рядом с парком находился Дом Обкома КПСС, то парк назвали Парком имени В. И. Ленина — имя, которое он носит и поныне.

## Достопримечательности
- Архитектурный ансамбль Соборной площади — исторические здания дореволюционной Уфы: Дом Губернатора, Губернская мужская гимназия вместе с её правым и левым флигелями, Губернские Присутственные места, Архив Присутственных мест Уфы, Уфимское Епархиальное Духовное женское училище, Уфимский губернский окружной суд, Крестьянский поземельный банк Уфы, Уфимская Духовная семинария, Государственный банк Уфы; и здания советского периода: Дом Обкома КПСС, Дом Государственного Собрания, Дом Специалистов, футбольный стадион «Динамо», Корпус завода им. С. М. Кирова.
- Вход в парк украшает мемориальный камень, установленный в честь принятия Декларации о Государственном суверенитете Республики Башкортостан.
- Справа от входа находятся 4 стелы, демонстрирующие награды БАССР: Орден Ленина (1935), Орден Ленина (1957), Орден Октябрьской Революции (1969), Орден Дружбы Народов (1972)
- Памятник А. Матросову
- Памятник героям Гражданской войны
- Северный и Южный фонтаны

Также здесь растут две яблони возле Северного фонтана — излюбленное место для фотографов в период цветения.

## Парк сегодня
Парк, в котором работают два фонтана, служит местом прогулки для уфимцев. Близость к нескольким вузам Уфы (УГАТУ, БГУ (ныне Уфимский университет науки и технологий), БГМУ) способствует проведению здесь спортивных занятий. Фонтаны служат излюбленным местом купания студентов после сдачи дипломных работ.

## Галерея

Мемориальный камень при входе в парк
Памятник А. Матросову
Памятник А. Матросову
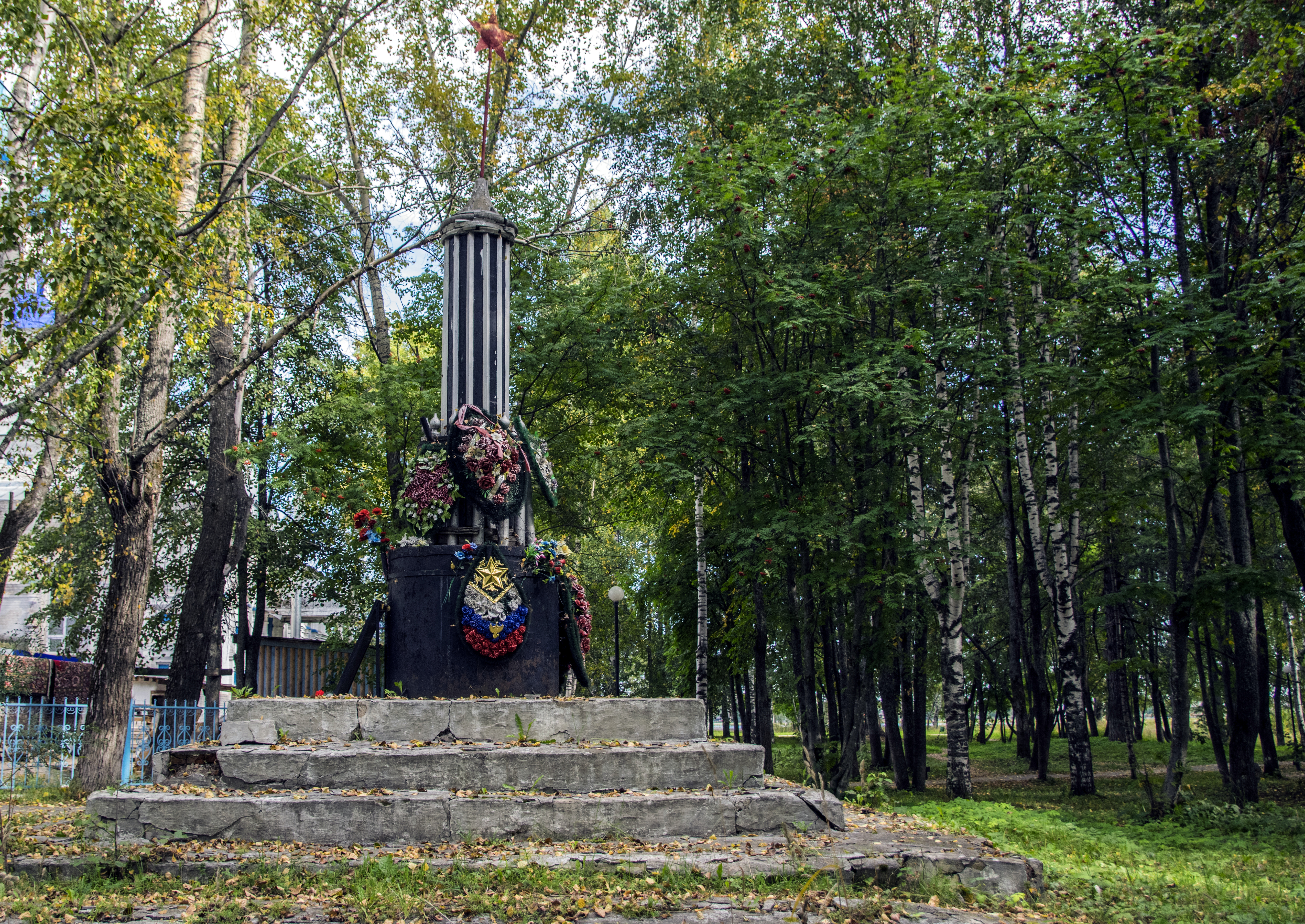
Памятник героям Гражданской войны
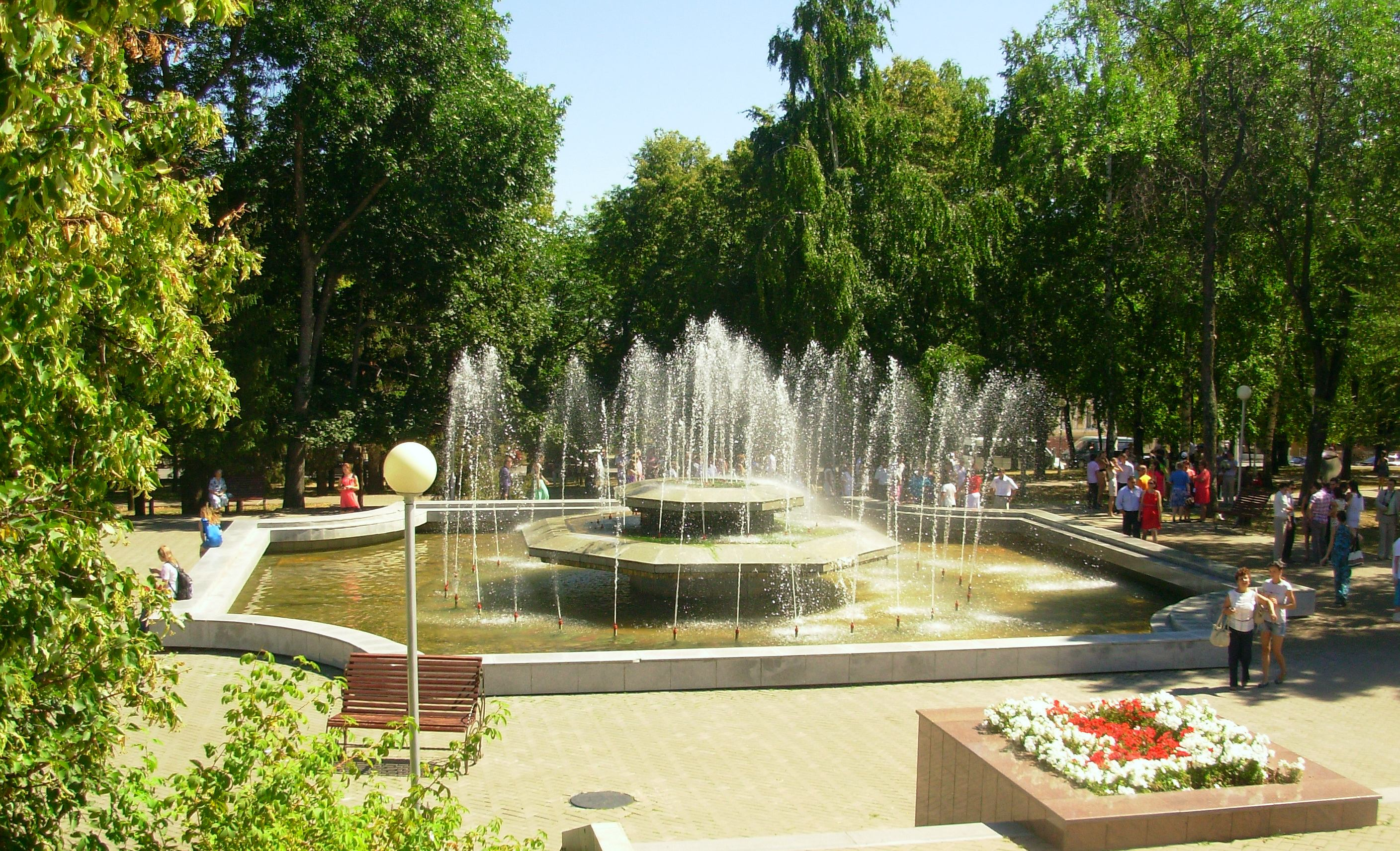
Фонтан в парке им. В.И. Ленина